# 争取共产主义者联盟运动
争取共产主义者联盟运动（意大利语：Movimento per la Confederazione dei Comunisti，缩写为MCC）是意大利的一个已不存在的共产主义组织。该组织成立于1998年，分裂自自组共产主义者联盟。2000年，该组织加入共产主义协调。该组织出版刊物《红色21》。